# Vilnis
Vilnis era um jornal comunista de língua lituana publicado de Chicago, Estados Unidos, 1920-1989. A primeira edição foi publicada em 8 de abril de 1920, após a divisão do Partido Socialista da América. O fundador da Vilnis, Vincas Andrulis, tornou-se seu editor
.